# ポップンベリー
ポップンベリーは、サンリオとバンダイの共同企画によって2003年から展開されているキャラクター。グッズはバンダイを中心に発売されている。
フルーツ王国に住む妖精で「元気なくだもの」という意味でポップンベリーの愛称で呼ばれているという設定。

## 登場キャラクター
ベリーナ
声：木村亜希子
イチゴの妖精。（自称）リーダー格でもある。お調子者で好奇心旺盛だがおっちょこちょいな性格。
バニャニャン
声：かかずゆみ
バナナの妖精。3人の中ではミーハーでよく騒ぐ。アニメや雑誌媒体では語尾に「ニャン」と付けて話す。
メロリーナ
声：堀江由衣
メロンの妖精。3人の中では泣き虫でトラブルメーカー的な役回り。甘えん坊だが自然が大好きな優しい性格である。
この他にも、雑誌媒体（漫画版）とガシャポン商品のみに存在したキャラクターとして、レモリーナ（レモン）、アプルーン（林檎）、マンゴリーナ（マンゴー）がある。

## ポップンベリーの○○○占い
ポップンベリーのキャラクター展開の中心時期である2003年4月から2006年12月までテレビ東京系列放送されていたキティズパラダイス内のアニメによる6代目占いコーナーである。占い監修はアストロ・マリーヌ。

### タイトル
占いのコーナータイトルおよびフォーマットは1年ごとに変更になるが基本的なランク付けは変わらない。
ポップンベリーのフルーツパフェ占い（2003年）
三人が毎週違うフルーツでパフェを作りどのパフェを選ぶかで占う。
ポップンベリーのフルーツデザート占い（2004年）
三人がそれぞれ違うフルーツでデザート（アイス、ケーキ、ゼリー、プリン）を作り、どのデザートを選ぶかで占う。
ポップンベリーのフルーツランド占い（2005年）
三人が遊園地『フルーツランド』でどの乗り物に乗るかで占う。毎週ベリーナがジェットコースター、バニャニャンが回転ブランコ、メロリーナがコーヒーカップに乗っているが乗り物のフルーツは毎週変わる。
ポップンベリーのダンスダンス占い（2006年）
三人がどのダンスを踊るかで占う。ダンスの種類はヒップホップ、チアダンス、バレエ、フラダンス、サンバがあり、夏場のみ盆踊りが加わった。

### ランク
ランクは以下の通り。基本的に発生頻度が高いのは2～4ポップンで、0や6はかなりのレアケースとなる。
- 0ポップン：スカ
- 1ポップン：ベリアンラッキー
- 2ポップン：アンラッキー
- 3ポップン：ラッキー
- 4ポップン：ベリラッキー
- 5ポップン：ベリベリラッキー
- 6ポップン：ベリベリ超ラッキー

## イメージソング
だいすきポップンベリー
作詞：大塚寿美・楠本さちこ　作曲：高橋剛　歌：ポップンベリー
上記の「キティズパラダイス」内のアニメで流れている（2003年、2006年度はインストゥルメンタル）。
2005年3月24日にビクターエンタテインメントから発売されたCDアルバム『げんきSONG!!～みんなnakayoku!]』に収録されている。

## 漫画版
小学館の学年別学習雑誌『小学一年生』 - 『小学三年生』にて「フルーツのようせい ポップンベリー」のタイトルで連載。作者は杉木ヤスコ（「スギちゃん」名義）。漫画内容は1ページの5コマ漫画でオチは大抵ベリーナが引き起こしていた。
- 連載期間
  - 小学一年生、小学三年生：2003年4月号 - 2005年3月号
  - 小学二年生：2004年4月号 - 2005年3月号